# Amorphophallus excentricus
Amorphophallus excentricus är en kallaväxtart som beskrevs av Wilbert Leonard Anna Hetterscheid. Amorphophallus excentricus ingår i släktet Amorphophallus och familjen kallaväxter. Inga underarter finns listade.